# 퍼스트 라이트 (천문학)
퍼스트 라이트(영어: first light)란 천문학에서 새로 들인 망원경 같은 새 관측 장비로 천체 사진을 처음 촬영하는 것을 일컫는다. 퍼스트 라이트가 장비의 첫 사용인 것은 아닐 수 있는데, 제조 과정에서 장비 부품을 교정하기 위해 광학 테스트가 시행되기 때문이다.

## 특징
퍼스트 라이트 이미지는 일반적으로 품질이 낮아서 과학적인 가치가 부족하다. 아직 망원경을 구성하는 요소가 최적의 상태로 교정되지 않았기 때문이다. 그러나 오랜 시간 망원경을 설계하고 제작한 공학·기술자와 망원경이 완성되는 것을 기다려 온 천문학자들에게 퍼스트 라이트란 완공식과 같은 기념비적인 순간이기 때문에 퍼스트 라이트를 볼 때는 유명하고 아름다운 천체를 목표물로 하는 편이 많다.

## 사례

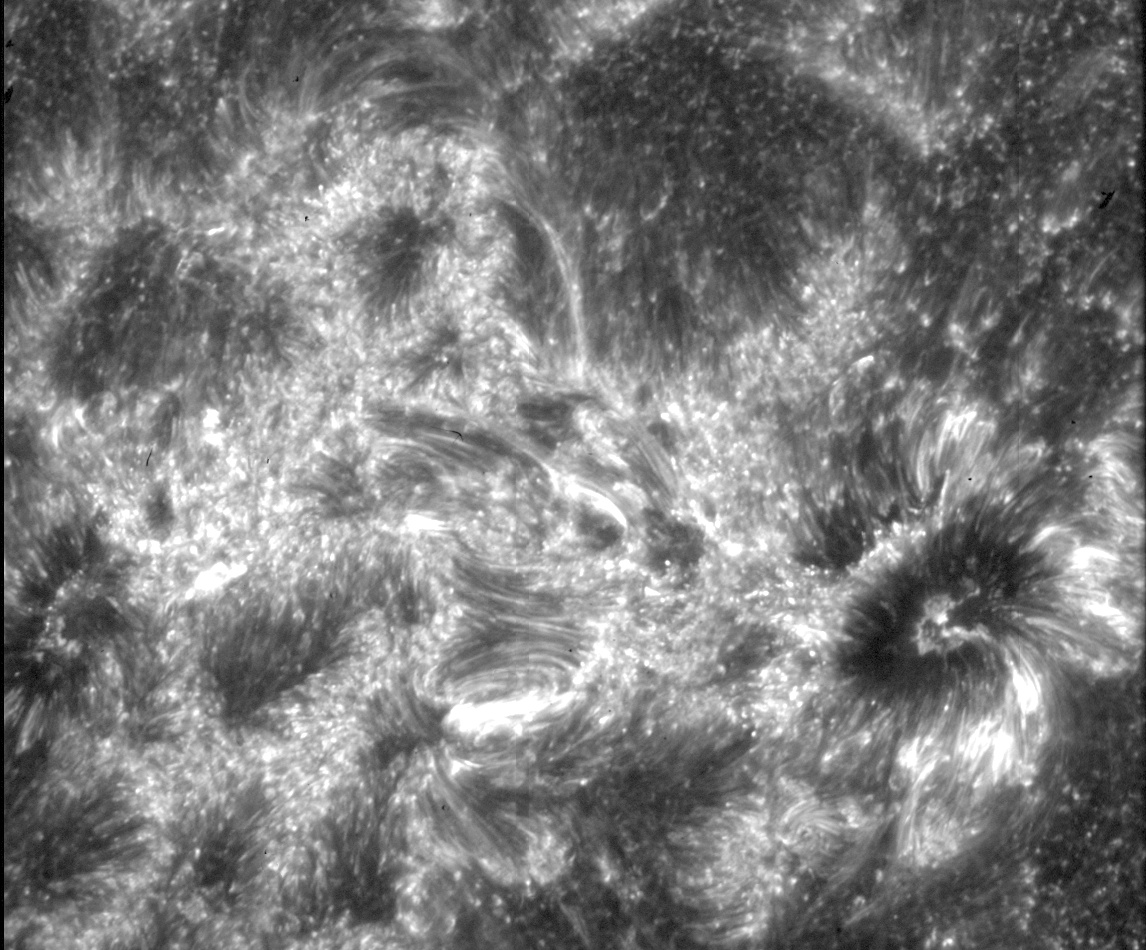
IRIS 위성의 퍼스트 라이트 이미지.

- 헤일 망원경

팔로마 천문대의 5.08미터 헤일 망원경은 1949년 1월 26일에 NGC 2261을 표적으로 퍼스트 라이트를 봤다. 망원경으로 사진을 촬영한 사람은 천문학자 에드윈 파월 허블이었다. 이 사진은 여러 잡지에 발행된 바 있었고, 지금도 칼텍 아카이브에서 이용할 수 있다.
- 아이작 뉴턴 망원경(영어판)

아이작 뉴턴 망원경은 퍼스트 라이트를 두 번 보았다. 한 번은 1965년 잉글랜드에 있을 적 원래 사용하던 거울로 보았고, 다른 한 번은 1984년 라팔마섬으로 옮겨가서 교체한 거울로 보았다. 두 번째 퍼스트 라이트는 비디오카메라가 게 펄서의 섬광을 관측하여 이루어졌다.
- 허블 우주 망원경

동부 표준시로 1990년 5월 20일에 퍼스트 라이트 이미지가 미디어를 통해 공개되며 광학계 교정 후의 선명한 이미지에 대한 학계와 대중의 기대감을 높였다. 그러나, 주거울의 결함으로 원래대로의 교정 작업이 불가능하게 되면서 기대감은 실망감으로 바뀌었다. 기대만큼의 이미지 품질은 1993년 우주왕복선 인데버호의 유인 정비 임무를 통해 주거울의 결함이 교정된 후에 얻을 수 있었다.
- 거대 쌍안 망원경

단일 주거울 하나로 2005년 10월 12일에 퍼스트 라이트를 보았다. 표적은 NGC 891이었다. 두 번째 주거울은 2006년 1월에 설치되었고, 2008년 1월부터 완전 가동에 들어갔다.
- 카나리아 거대 망원경

10.4미터 카나리아 거대 망원경은 2007년 7월 14일에 티코 1205081을 표적으로 퍼스트 라이트 이미지를 얻었다.
- 인터페이스 영역 영상 분광기 위성

IRIS 태양 우주 천문대는 2013년 7월 17일에 퍼스트 라이트 이미지를 얻었다. 이를 두고 연구책임자 앨런 타이틀은 "우리가 IRIS에서 얻은 이미지와 스펙트럼의 품질은 놀랍다. 기대하던 것 그 자체"라고 평했다.
- 제임스 웹 우주 망원경

2022년 2월 4일, 제임스 웹 우주 망원경이 열여덟 거울 세그먼트의 초점을 테스트하고 교정하기 위해서 별 HD 84406을 대상으로 퍼스트 라이트를 보았다. 2022년 2월 11일, 제임스 웹 우주 망원경의 퍼스트 라이트 이미지가 공개되었다.

## 갤러리

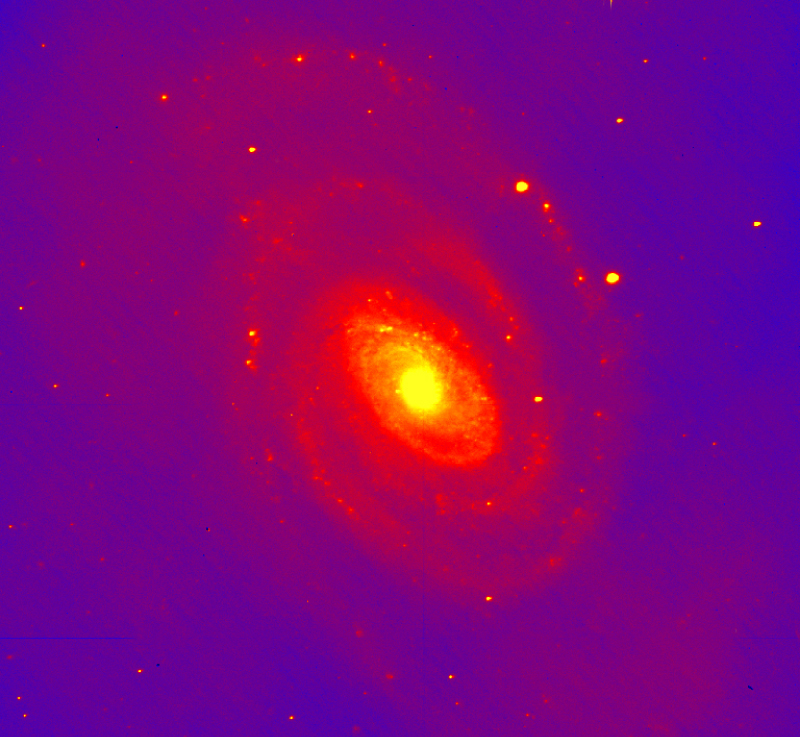
파라날 거대 망원경의 광각 영상 장치 VIMOS(영어판)의 NGC 5364 퍼스트 라이트 이미지.
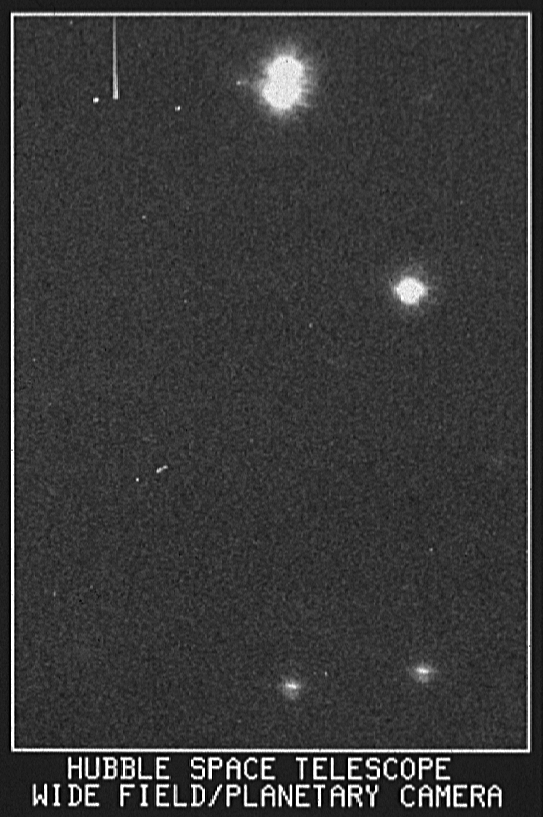
1990년, 허블 우주 망원경의 WF/PC(영어판) 퍼스트 라이트.
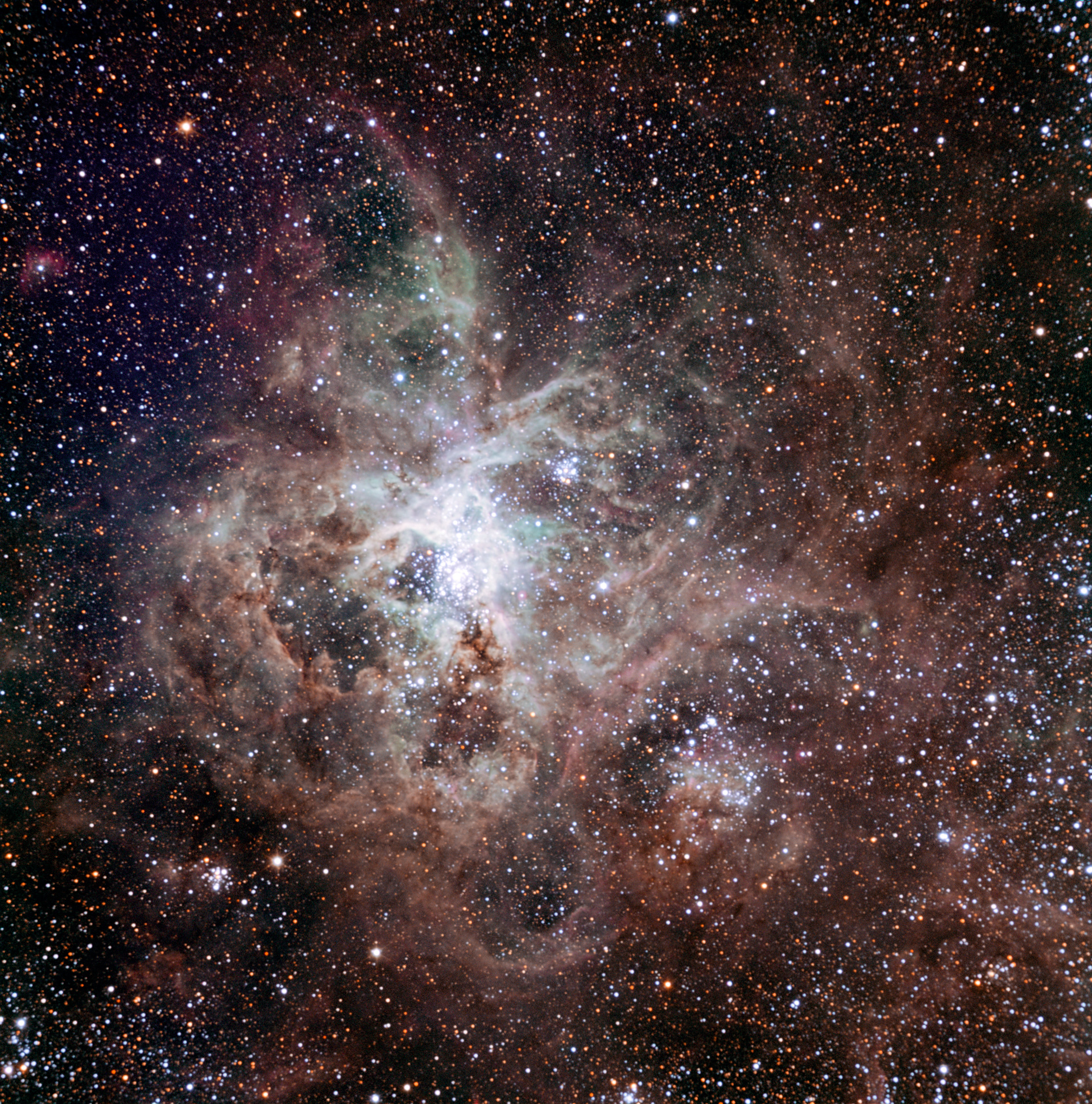
트라피스트(영어판)의 타란툴라 성운 퍼스트 라이트.
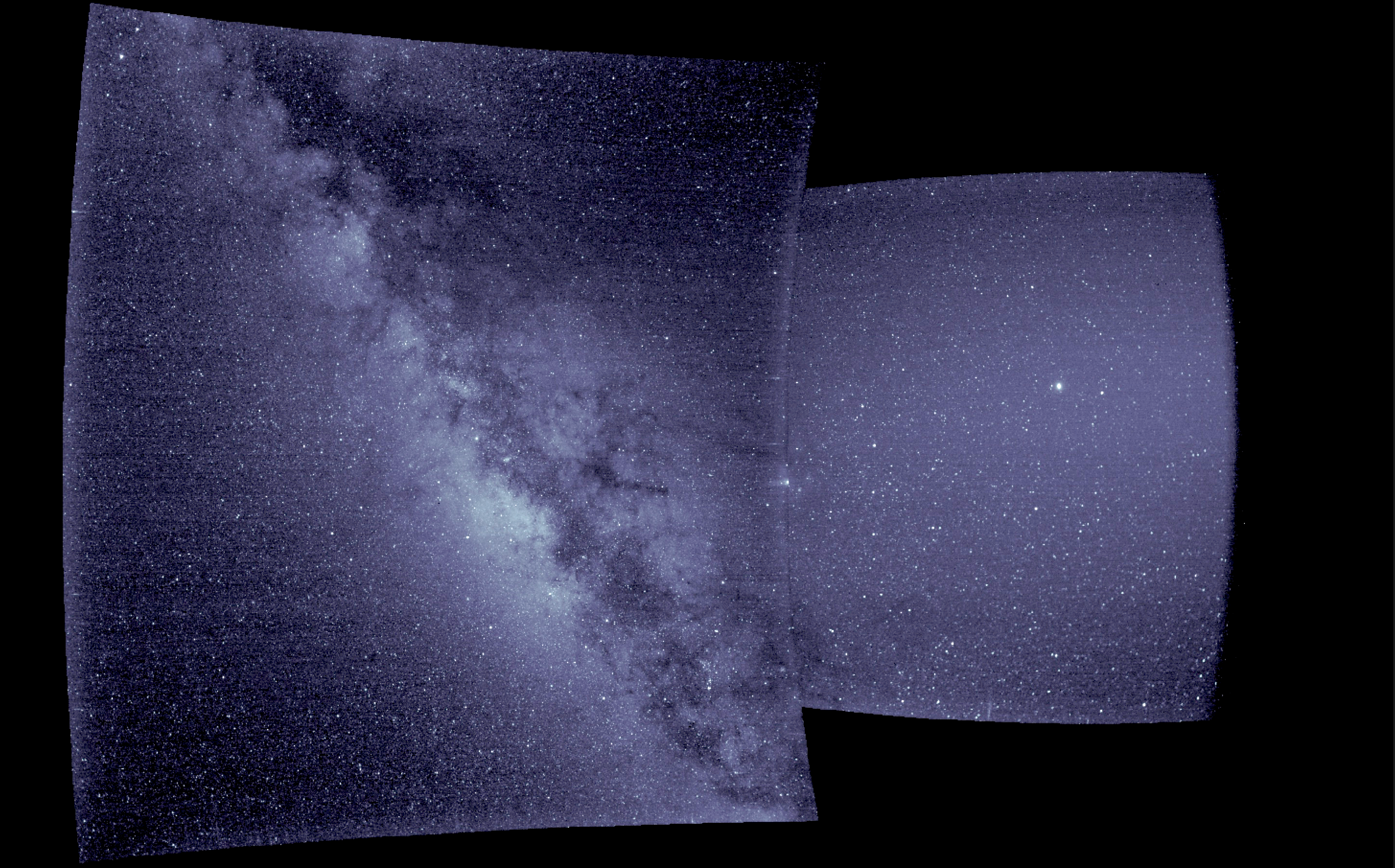
2018년 9월, 파커 태양 탐사선의 WISPR(영어판) 퍼스트 라이트
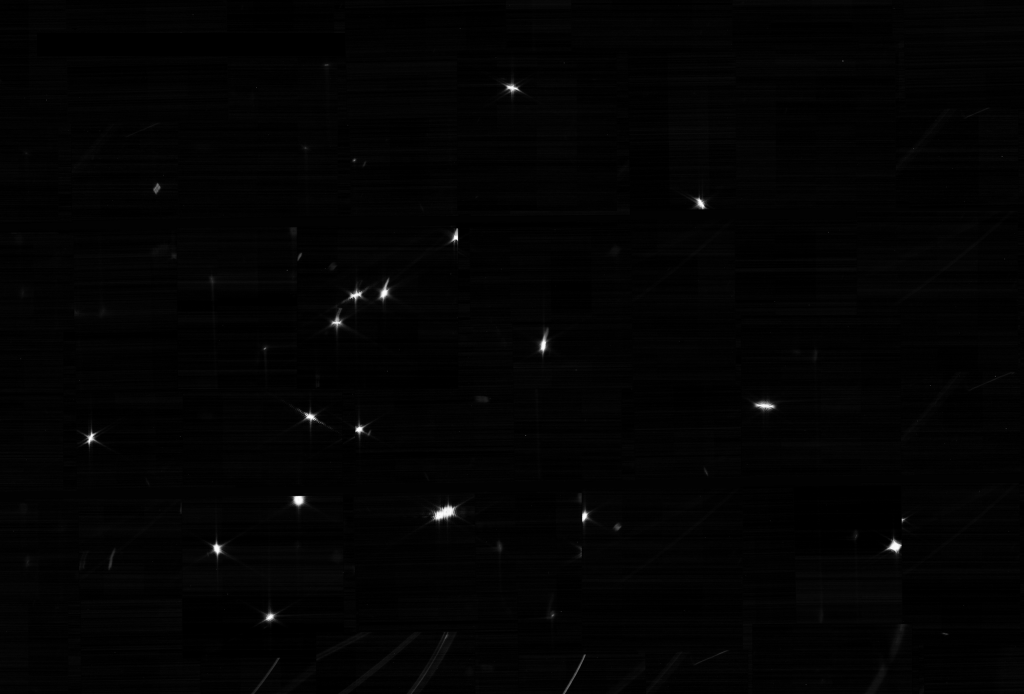
거울 세그먼트가 정렬되지 않은 제임스 웹 우주 망원경의 HD 84406 퍼스트 라이트.